# Крајлсхајм
Крајлсхајм (њем. Crailsheim) град је у њемачкој савезној држави Баден-Виртемберг. Једно је од 30 општинских средишта округа Швебиш Хал. Према процјени из 2010. у граду је живјело 32.960 становника. Посједује регионалну шифру (AGS) 8127014.

## Географски и демографски подаци
Крајлсхајм се налази у савезној држави Баден-Виртемберг у округу Швебиш Хал. Град се налази на надморској висини од 414 метара. Површина општине износи 109,1 km². У самом граду је, према процјени из 2010. године, живјело 32.960 становника. Просјечна густина становништва износи 302 становника/km².

## Међународна сарадња
| Мјесто           | Држава    | Врста сарадње | Од    |
| ---------------- | --------- | ------------- | ----- |
| Билгорај         | Пољска    | партнерство   | 2000. |
| Јурбаркас        | Литванија | партнерство   | 2000. |
| Памијер          | Француска | партнерство   | 1969. |
| Тараса           | Шпанија   | контакт       | 1992. |
| Маријанске Лазне | Чешка     | пријатељство  | 1969. |
|                  | САД       | партнерство   | 2000. |
| Вортингтон       | САД       | партнерство   | 1947. |
| Извор            |           |               |       |